# جون رودس (مصور)
جون رودس (بالإنجليزية: Jon Rhodes)‏ هو مصور أسترالي، ولد في 1947 في واجا واجا في أستراليا.